# إدوين فاليرو
إدوين فاليرو (بالإسبانية: Edwin Valero)‏ مواليد 3 ديسمبر 1981 في ولاية ماردة - الوفاة 19 أبريل 2010 في بلنسية، فنزويلا، كان ملاكم فنزويلي سابق صنّف ضمن فئة الوزن الخفيف. حقق بطولة رابطة الملاكمة العالمية وبطولة المجلس العالمي للملاكمة.

## وفاته
أقدم فاليرو على الانتحار في السجن بعد أن اعتقل للاشتباه به في قتل زوجته.

## إحصائيات
خاض خلال مسيرته 27 نزالا، فاز في 27 ولم يخسر. فاز بالضربة القاضية في 27 نزالا.

## روابط خارجية
- إدوين فاليرو على موقع بوكس ريك (الإنجليزية) (registration required)